# Zollunion des Südlichen Afrika
Die Zollunion des Südlichen Afrika (englisch Southern African Customs Union, SACU), häufiger auch Südafrikanische Zollunion genannt, ist eine Zollunion der Staaten Botswana, Eswatini, Lesotho, Namibia und Südafrika. Sie wurde 1910 gegründet.

## Geschichte
Die SACU geht auf eine Zollunion zwischen der Südafrikanischen Union, Betschuanaland, Swasiland und Basutoland aus dem Jahr 1910 zurück. Südwestafrika (Namibia) kann als De-facto-Mitglied der SACU ab 1918 angesehen werden, da es ab diesem Zeitpunkt unter der Mandatsverwaltung durch Südafrika stand. Die SACU ist damit die älteste noch bestehende Zollunion der Welt.
Als unmittelbarer Vorläufer der SACU kann die bereits 1889 zwischen der britischen Kapkolonie und dem Oranje-Freistaat gegründete Zollunion gesehen werden.
1969 und 2002 wurde die Zollunion durch neue Verträge inhaltlich neu ausgestaltet.
Parallel zur SACU betreiben deren Mitgliedsländer, mit Ausnahme Botswanas, eine gemeinsame Währungspolitik, wobei die Währungen der vier verbleibenden Staaten innerhalb der Common Monetary Area (CMA) an den Südafrikanischen Rand gekoppelt sind. Der Rand ist in den Ländern gesetzliches Zahlungsmittel, nicht aber die einzelnen Währungen in anderen CMA-Staaten.

## Mitgliedstaaten und ausgewählte Kennzahlen
| Mitgliedstaat | Hauptstadt                       | Einwohnerzahl (2024) | Fläche (in km²) | BIP (KKP) (in Mio. US-Dollar; 2024) | BIP/Kopf (real in USD; 2024) | PFI (Weltrang; 2025) |
| ------------- | -------------------------------- | -------------------- | --------------- | ----------------------------------- | ---------------------------- | -------------------- |
| Botswana      | Gaborone                         | 2.450.668            | 581.730         | 45.553                              | 18.100                       | 81                   |
| Eswatini      | Mbabane                          | 1.138.089            | 17.364          | 12.885                              | 10.400                       | 98                   |
| Lesotho       | Maseru                           | 2.227.548            | 30.355          | 6.166                               | 2.600                        | 107                  |
| Namibia       | Windhoek                         | 2.803.660            | 824.292         | 31.154                              | 10.300                       | 28                   |
| Südafrika     | Bloemfontein, Kapstadt, Pretoria | 60.442.647           | 1.219.090       | 870.420                             | 13.600                       | 27                   |

## SACU-Führung

### SACU-Vorsitzende
Den Vorsitz hat jeweils das Staatsoberhaupt eines Mitgliedsstaates von Mitte Juli eines jeden Jahres für zwölf Monate inne. Der Vorsitz rotiert alphabetisch nach Staatennamen. Seit dem 21. März hat Netumbo Nandi-Ndaitwah, Präsidentin von Namibia, den Vorsitz.
- 15. Juli 2010–15. Juli 2011:  Jacob Zuma
- 15. Juli 2011–15. Juli 2012:  Mswati III.
- 15. Juli 2012–15. Juli 2013:  Ian Khama
- 15. Juli 2013–15. Juli 2014:  Thomas Thabane
- 15. Juli 2014–21. März 2015:  Hifikepunye Pohamba
- 21. März 2015–15. Juli 2015:  Hage Geingob
- 15. Juli 2015–15. Juli 2016:  Jacob Zuma
- 15. Juli 2016–15. Juli 2017:  Mswati III.
- 15. Juli 2017–1. April 2018:  Ian Khama
- 1. April 2018–15. Juli 2018:  Mokgweetsi Masisi
- 15. Juli 2018–15. Juli 2019:  Thomas Thabane
- 15. Juli 2019–15. Juli 2020:  Hage Geingob
- 15. Juli 2020–15. Juli 2021:  Cyril Ramaphosa
- 15. Juli 2021–15. Juli 2022:  Mokgweetsi Masisi
- 15. Juli 2022–15. Juli 2023:  Mswati III.
- 15. Juli 2023–15. Juli 2024:  Sam Matekane
- 15. Juli 2024–21. März 2025:  Nangolo Mbumba
- 21. März 2025–15. Juli 2025:  Netumbo Nandi-Ndaitwah
- seit dem 15. Juli 2025:  Cyril Ramaphosa

### Vorsitzende des SACU-Ministerrats (seit 2004)
- Juli 2004–Juli 2005:  Saara Kuugongelwa-Amadhila
- Juli 2005–Juli 2006:  Trevor Manuel
- Juli 2006–Juli 2007:  Majozi Sithole
- Juli 2007–Juli 2008:  Baledzi Gaolathe
- Juli 2008–Juli 2009:  Timothy Thahane
- Juli 2009–Juli 2010:  Saara Kuugongelwa-Amadhila (2. Amtszeit)
- Juli 2010–Juli 2011:  Pravin Gordhan
- Juli 2011–Juli 2012:  Majozi Sithole (2)
- Juli 2012–März 2015:  Ontefetse Matambo
- März 2015:  Calle Schlettwein
- April 2015–Februar 2016:  Nhlanhla Nene
- Februar 2016–Juli 2016:  Pravin Gordhan (2)
- 15. Juli 2016–15. Juli 2017:  Martin Dlamini
- 15. Juli 2017–15. Juli 2018:  Kenneth Matambo
- 15. Juli 2018–15. Juli 2019:  Moeketsi Majoro
- 15. Juli 2019–15. Juli 2020:  Calle Schlettwein (2)
- 15. Juli 2020–15. Juli 2021:  Tito Mboweni
- 15. Juli 2021–15. Juli 2022:  Peggy Serame
- 15. Juli 2022–15. Juli 2023:  Neal Rijkenberg
- 15. Juli 2023–15. Juli 2024:
- 15. Juli 2024–21. März 2025:  Iipumbu Shiimi
- 21. März 2025–15. Juli 2025:  Ericah Shafudah
- seit dem 15. Juli 2025:  Parks Tau

## Entwicklungen bis 2002
Nach dem Vertrag von 1969 garantiert die Zollunion im Grundprinzip den zollfreien Austausch von Waren und Dienstleistungen zwischen den Mitgliedsstaaten. Hinzu kommt ein einheitlicher Tarif gegenüber Drittstaaten. Um die wirtschaftlichen Ungleichheiten zwischen den Staaten auszugleichen, wurde ein Kompensationsmechanismus, der sogenannte Common Revenue Pool, eingeführt, welcher auf einem überproportionalen Anteil an den Zolleinnahmen zu Gunsten Botswanas, Lesothos, Namibias und Eswatinis (auch BLNS-Staaten genannt) basiert. Dieser Kompensationsfonds sichert den BLNS-Staaten einen erheblichen Anteil ihrer Staatseinnahmen. So werden durchschnittlich 50 Prozent der Staatseinnahmen Lesothos und Eswatinis sowie etwa 30 Prozent im Falle Namibias und rund 17 Prozent im Falle Botswanas durch den SACU-Fonds gedeckt.
Nachteile innerhalb der SACU für die BLNS-Staaten ergeben sich zum einen aus einer Polarisierung zu Gunsten Südafrikas, da die südafrikanische Konkurrenz die weniger gut entwickelten Industrien in den anderen Mitgliedsstaaten vom Markt drängt. Zum anderen kommt es zur Handelsdiversifizierung, wobei teure südafrikanische Produkte billigere Waren aus Drittländern verdrängen.
Unter dem Vertrag von 1969 wurde es so geregelt, dass Südafrika alle politischen Entscheidungen allein traf, da die für die SACU zuständigen Behörden im südafrikanischen Handelsministerium angesiedelt waren. Zusätzlich mussten die Staaten zwei Jahre warten, bis ihr Anteil am SACU-Fonds durch Südafrika ausgezahlt wurde, wohingegen Südafrika in diesem Zeitraum die Zinsen für die Gelder einstreichen konnte.

## Entwicklungen ab 2002
Eine Überarbeitung des SACU-Vertrages von 1969 wurde letztendlich nach fast achtjährigen Verhandlungen im Oktober 2002 erreicht. 2004 trat dieses neue Unionsabkommen in Kraft, das die politische Vorherrschaft und das faktische Recht zur alleinigen Bestimmung des unionsinternen Zoll- und Verbrauchsteuerrechts Südafrikas zugunsten einer gemeinsamen Verwaltung beseitigt. Zu den wichtigsten SACU-Organen gehören:
- Der Ministerrat stellt das oberste Entscheidungsgremium der Gemeinschaft dar und besteht aus mindestens einem Minister aus dem Bereich Finanzen oder Handel pro Mitgliedsland. Entscheidungen im Ministerrat werden im Konsens getroffen.

- Dem Sekretariat und dessen Generalsekretär kommt die administrative Leitung der SACU zu und hat seinen Sitz in Windhoek, Namibia. Es koordiniert und überwacht die Entscheidungen des Ministerrats.

- Die Kommission ist verantwortlich für die Implementierung des SACU-Vertrags sowie für die Überwachung des Common Revenue Pool.

- Das Tribunal soll sich nach seiner Errichtung als unabhängiges, regionales Berufungsgericht mit der Schlichtung von internen Streitfragen befassen.

Neben der Überarbeitung des Kompensationsmechanismus wurde zudem ein Entwicklungsfonds eingerichtet, welcher die schwächeren Staaten der SACU unterstützen soll.
Am 1. Juli 2006 schloss die SACU ein Freihandelsabkommen mit der Europäischen Freihandelsassoziation (EFTA), durch das der Handel mit Industriegütern, verarbeiteten landwirtschaftliche Produkten sowie Fisch und anderen Meeresprodukten liberalisiert werden soll. Das Abkommen trat nach der Ratifizierung in den Mitgliedsstaaten der beiden Wirtschaftsbündnisse im Jahr 2007 in Kraft.
Im April 2008 wurde zudem ein Kooperationsabkommen zwischen der SACU und den USA zur beiderseitigen Ausweitung des Handels und der Investitionen abgeschlossen.
Den Vorsitz der SACU nimmt immer der Finanzminister eines Mitgliedsstaates ab Juli eines Jahres für 12 Monate ein.